# Hohofen (Ellefeld)
Hohofen ist eine Ortslage von Ellefeld im sächsischen Vogtland.
Hohofen liegt im Osten der flächenkleinen Gemeinde Ellefeld, direkt an der Grenze zu Auerbach/Vogtl. Die von Beerheide nach Ellefeld führende Ellefelder Straße bildet einen 600 m langen Schlauch Auerbacher Flur, zu dessen beiden Seiten Ellefelder Flur liegt. Auf der nördlichen Seite und am Ende des Gebietes liegt Hohofen auf einer Höhe von etwa 520 bis 530 m. Nördlich von Hohofen fließt die Rote Göltzsch. Die Häuser von Hohofen liegen auf der Ellefelder Straße Hohofen, die von Beerheide durch die bereits erwähnte Ellefelder Straße und von Ellefeld durch die Hohofener Straße erreichbar ist. Hohofen besteht heute aus etwa 10 Häusern. Zum 1. Dezember 1880 lebten 80 Einwohner in neun Häusern.

## Belege
1. ↑  Alphabetisches Taschenbuch sämmtlicher im Königreiche Sachsen belegenen Ortschaften und der besonders benannten Wohnplätze
2. ↑  Alphabetisches Verzeichniss der im Königreiche Sachsen belegenen Stadt- und Landgemeinden mit den zubehörigen, besonders benannten Wohnplätzen ... : nebst alphabetischem Register